# Kinky Friedman
Richard S. (Kinky) Friedman (Chicago, 31 oktober 1944 – Medina (Texas), 27 juni 2024) was een Amerikaanse zanger, songwriter, romanschrijver, humorist, politicus en columnist voor de Texas Monthly.
Friedman was een van de twee onafhankelijke kandidaten bij de verkiezingen van 2006 voor het ambt van gouverneur van Texas. Met 12,6% van de stemmen werd Friedman vierde in de race tussen zes personen.

## Jeugd
Friedman werd in 1944 geboren in Chicago als Richard Samet Friedman uit de Joodse ouders dr. S. Thomas Friedman en zijn vrouw Minnie (Samet) Friedman. Zijn beide ouders waren kinderen van Russisch-joodse immigranten. Toen Friedman jong was, verhuisde zijn familie naar een ranch in Kerrville (Texas) in Texas Hill Country en opende daar het zomerkamp Echo Hill.
Friedman was al vroeg geïnteresseerd in zowel popmuziek als schaken en werd op zevenjarige leeftijd gekozen als een van de 50 lokale spelers om de Amerikaanse grootmeester Samuel Reshevsky uit te dagen voor gelijktijdige spellen in Houston. Reshevsky won alle 50 wedstrijden, maar Friedman was verreweg de jongste deelnemer.
Friedman behaalde zijn diploma in 1962 aan de Austin High School in Austin. Hij ging studeren en behaalde in 1966 een Bachelor of Arts aan de Universiteit van Texas in Austin, met als hoofdvak psychologie. Hij nam deel aan een honoursprogramma en was lid van het herendispuut Tau Delta Phi. Aan de universiteit gaf de latere countryzanger Chinga Chavin Friedman de bijnaam 'Kinky' vanwege zijn krullende haar.
Friedman diende twee jaar in het United States Peace Corps, waar hij les gaf in Borneo, Indonesië. Tijdens zijn dienstjaren bij het Peace Corps ontmoette hij zijn toekomstige roadmanager Dylan Ferrero.

## Carrière
Friedman richtte zijn eerste band op toen hij studeerde aan de Universiteit van Texas in Austin. De band, King Arthur & the Carrots, die de draak stak met surfrock, nam in 1966 de single Schwinn 24/Beach Party Boo Boo op. In 1973 formeerde Friedman zijn tweede band, Kinky Friedman and The Texas Jewboys, waarvan velen dachten dat het een persiflage was op de naam van de beroemde band Bob Wills and His Texas Playboys. In overeenstemming met het satirische karakter van de band had elk lid een komische naam: naast Kinky waren er Little Jewford, Big Nig, Panama Red, Wichita Culpepper, Sky Cap Adams, Rainbow Colours en Snakebite Jacobs. De meer conventionele roadie Jack Slaughter en roadmanager Dylan Ferrero completeerden de bezetting en zorgden voor het grootste deel voor de 'tourneebus', een Cadillac met 10 jaar verlopen kentekenplaten en een neiging tot pech (maar volgens Friedman lag haar talent in haar vermogen om op een dubbeltje te stoppen en het wisselgeld op te halen).
Friedmans vader maakte bezwaar tegen de gekozen bandnaam, die hij negatief, vijandig en merkwaardig noemde, wat voor Kinky nog een extra reden was om aan de naam vast te houden.
Aangekomen op de countryrockgolf in navolging van Gram Parsons, The Band en The Eagles, vond Friedman oorspronkelijk cultfaam als country-and-westernzanger. Zijn doorbraak kwam in 1973 dankzij commandant Cody van Commander Cody en His Lost Planet Airmen, die namens hem contact opnamen met Vanguard Music. Friedman bracht in 1974 Kinky Friedman uit voor ABC Records en toerde vervolgens in 1975-1976 met Bob Dylan. Zijn repertoire mengde sociaal commentaar (We Reserve The Right to Refuse Service to You) en maudlinballads (Western Union Wire) met rauwe humor (zoals Get Your Biscuits in the Oven and Your Buns in Bed). Zijn Ride 'Em Jewboy was een uitgebreid eerbetoon aan de slachtoffers van de Holocaust.
Enkele van zijn beroemdste nummers zijn How Can I Tell You I Love You (When You're Sitting on My Face) en They Ain't Makin' Jews Like Jesus Anymore, een nummer waarin Kinky verbaal en fysiek een dronken blanke racist verslaat, die zwarten, joden, Italianen, Grieken en Sigma Nu's uitscheldt in een bar.
Andere Friedman-melodieën zijn onder meer The Ballad of Charles Whitman, waarin Friedman op 1 augustus 1966 de aanval van sluipschutter Charles Whitman bespotte vanaf de Universiteit van Texas in de toren van het hoofdgebouw van Austin. Zijn cover Asshole from El Paso van Chinga Chavin, een parodie van Okie from Muskogee van Merle Haggard is misschien wel zijn beroemdste nummer.
Een van Friedmans meest beruchte concerten was een optreden in 1973 in Buffalo. Bij het uitvoeren van Get Your Biscuits in the Oven and Your Buns in the Bed (een lied dat feminisme beschimpt), ging een groep van wat Friedman omschreef als opgewonden lesbiennes in gevecht met de band en dwongen hen het concert vroeger te beëindigen terwijl Friedman en de band van het podium werden begeleid. De National Organization for Women kende Friedman later dat jaar de Male Chauvinist Pig Award toe, een prijs die Friedman met trots in ontvangst nam. Friedman zou pas in 2012 terugkeren naar Buffalo. Een andere was begin maart 1975 in The Boarding House, toen een beledigde Buffy Sainte-Marie het podium op stormde en de oorlogstooi afrukte die Friedman droeg terwijl hij en zijn band Miss Nickelodeon speelden.
Friedman en zijn band namen op 11 november 1975 een Austin City Limits-show op, die nooit werd uitgezonden. Volgens uitvoerend producent Terry Lickona was dit de eerste en enige keer in de lange geschiedenis van de show dat een aflevering niet werd uitgezonden. 
Begin 1976 voegde hij zich bij Bob Dylan op de tweede etappe van de Rolling Thunder Revue-tournee.
Friedman was de muzikale gast in de vijfde aflevering van seizoen 2 van Saturday Night Live die werd uitgezonden op 23 oktober 1976. Hij voerde zijn eigen compositie Dear Abbie uit.
Hoewel het moeilijk te verifiëren is, gezien het aantal artiesten van joodse afkomst in country/hillbilly-tourneekringen (bijv. Gilbert Maxwell 'Broncho Billy' Anderson), beweert Friedman de eerste volbloed Jood te zijn geweest die het podium betrad in de Grand Ole Opry.
In februari 2007 bracht Sustain Records de compilatie Why the Hell Not ... uit van de liedjes van Kinky Friedman, gezongen door andere artiesten. De compilatie bevat bijdragen van Dwight Yoakam, Willie Nelson, Lyle Lovett en Kelly Willis.
Op 20 juli 2007 organiseerde Friedman het Concert to Save Town Lake ter ere van de nagedachtenis van Lady Bird Johnson en haar inspanningen om de oevers van Town Lake in Austin te beschermen en te behouden.
Op 27 april 2011 lanceerde Friedman zijn Springtime for Kinky Tour (zie Springtime for Hitler) in Kansas City. Deze omvatte concerten in Arkansas, Oklahoma en Kentucky, voordat ze naar de oostkust gingen. Daarna volgde een rondreis door Australië met Van Dyke Parks.

## Schrijverscarrière
Nadat zijn muziekcarrière in de jaren 1980 tot stilstand kwam, verlegde Friedman zijn creatieve focus naar het schrijven van detectiveromans. Zijn boeken hebben overeenkomsten met zijn songteksten, met een fictieve versie van zichzelf die misdaden in New York oplost en in gelijke mate grappen, wijsheid, recepten, charme en Jameson's whisky verspreidt. Ze zijn geschreven in een rechttoe rechtaan stijl, die veel doet denken aan Raymond Chandler. Het Kinky-personage beschouwt zichzelf als een hedendaagse Sherlock Holmes en hij wordt bij zijn onderzoeken geholpen door zijn goede vriend Larry Sloman, ook bekend als Ratso, die de rol van Dr. Watson op zich neemt.
Tot op heden heeft hij de twee romans Kill Two Birds and Get Stoned en The Christmas Pig geschreven, waarin het personage van Kinky Friedman niet speelt.
Friedman schreef ook een regelmatige column voor het tijdschrift Texas Monthly van april 2001 tot maart 2005, dat werd geschorst tijdens zijn kandidatuur voor gouverneur van Texas. In 2008 bracht Texas Monthly zijn column tweemaandelijks terug.
Er zijn twee boeken gepubliceerd waarin een aantal van deze non-fictie geschriften zijn verzameld, evenals de niet eerder gepubliceerde boeken 'Scuse Me While I Whip This Out en Texas Hold'em. Hij heeft ook het reisverslag The Great Psychedelic Armadillo Picnic en een etiquettegids gepubliceerd.
Friedmans vroege boeken zijn heruitgegeven door Friedmans eigen Vandam Press als ebooks. In maart en april 2011 bracht Vandam Press zeven van Friedmans vroege titels uit, waaronder Greenwich Killing Time, A Case of Lone Star, Musical Chairs, When The Cat's Away, Frequent Flyer, Roadkill en het zelden geziene Curse of the Missing Puppet Head. Elvis Jesus en Coca-Cola, God Bless John Wayne, Blast From The Past, Armadillos and Old Lace en de twee non-fictieboeken Drinker With A Writing Problem en Heroes of A Texas Childhood werden in 2011 uitgebracht. E-bookpublicaties worden aangekondigd op Friedmans Twitter-feed en Facebook-pagina TheRealKinkster.
Friedman kondigde ook (via Jim Bessmans column op examer.com) de aanstaande publicatie van alle titels van Vandam Press aan als onverkorte audioboeken, gelezen door de auteur.
Het terugkerende personage Rambam, een New Yorkse privédetective en vriend van het Friedman-personage in de boeken, is gebaseerd op de echte onderzoeker Steven Rambam, die optreedt als technisch adviseur voor de echte Friedman. De oude vriend van het Peace Corps en de oude manager Dylan Ferrero is ook een terugkerend personage in Kinky's mysterieromans. Zijn karakter staat erom bekend dat hij alleen in rock-'n-roll-citaten spreekt, een eigenschap uit het echte leven.

## Politiek
In 1986 kandideerde Friedman voor Justice of the Peace in Kerrville als Republikein, maar verloor de verkiezingen. In 2004 begon Friedman een ogenschijnlijk serieuze, maar kleurrijke campagne om in 2006 de gouverneur van Texas te worden. 
Friedman had gehoopt in de voetsporen te treden van andere entertainers die gouverneurs werden, waaronder Jimmie Davis, Jesse Ventura, Arnold Schwarzenegger en Ronald Reagan. Jesse Ventura voerde zelfs campagne met Friedman voor zijn verkiezing. Toen de rapporten over de campagnefinanciering uitkwamen nadat het tweede kwartaal was afgelopen, had Friedman meer geld ingezameld dan de Democratische kandidaat, voormalig congreslid Chris Bell. Op de verkiezingsdag werd Friedman echter verslagen en kreeg 12,6% van de stemmen in de matchup met zes kandidaten.
Friedman bracht op 15 oktober 2013 een verklaring uit waarin hij aankondigde dat hij voornemens was zich opnieuw kandidaat te stellen voor de functie van landbouwcommissaris van Texas als democraat. Friedman was eerder kandidaat voor de post in 2010, maar verloor in de Democratische voorverkiezingen.

### Kwesties en standpunten
Friedman steunt de volledige legalisatie en teelt van hennep en marihuana en verklaart dat het einde van het verbod een kwestie is van gezondheidszorg, onderwijs, gevangenisvermindering, grensbeveiliging en de rechten van de staat. 
Wat het onderwijs betreft, steunt hij een hoger loon voor leraren en werkt hij eraan om het schoolverlaten in Texas te verlagen. Hij steunt meer investeringen in het benutten van alternatieve brandstoffen in Texas, zoals wind en biodiesel. Friedman is tegen de Trans-Texas Corridor omdat deze afhankelijk is van de aanleg van tolwegen.
Over de doodstraf vatte hij eerder zijn standpunt samen: "Ik ben niet tegen de doodstraf, maar ik ben er verdomd zeker van dat de verkeerde man wordt geëxecuteerd." Later verduidelijkte hij zijn standpunt: "Het systeem is niet perfect. Laten we de doodstraf afschaffen totdat hij perfect is."
Wat illegale immigratie betreft, wil Friedman het aantal troepen van de Texas National Guard aan de grens verhogen (van de huidige 1.500 tot 10.000), boetes van $ 25.000 en $ 50.000 opleggen aan bedrijven die illegale immigranten in dienst nemen en eisen dat buitenlanders die werk zoeken een buitenlandse belastingbetaler-ID-kaart kopen zodra ze een criminele achtergrondcontrole hebben doorstaan. "Texas kan niet langer wachten tot onze federale regering ons probleem van illegale immigratie oplost", zei Friedman. "Dit zijn stappen die Texas onmiddellijk kan nemen om het tij van illegale immigranten die onze grens binnendringen te stoppen." Als hij was gekozen, had hij beloofd regelmatig een ontmoeting te hebben met gouverneur Bill Richardson van New Mexico en gouverneur Janet Napolitano van Arizona om een gecoördineerd grensstaatplan te ontwikkelen als aanvulling op de federale inspanningen om illegale immigratie te beteugelen. Eerder presenteerde Kinky het plan 'Vijf Mexicaanse generaals' om Mexicaanse functionarissen te betalen om immigratie aan hun kant van de grens te stoppen. Hoewel hij oorspronkelijk zei: "Als ik praat over de 'vijf Mexicaanse generaals', denken mensen dat ik een grap maak, maar ik ben bloedserieus." Friedman vertelde later aan de Dallas Morning News dat het plan, dat nooit bedoeld was om uitgevoerd te worden, een grap was met een serieus element.
Volgens het tijdschrift Cigar Aficionado is Friedman van plan om alle rookverboden terug te draaien als hij wordt gekozen. Een van zijn favoriete citaten komt van Mark Twain: "Als roken in de hemel niet is toegestaan, zal ik niet gaan." Friedman steunt de decriminalisering van marihuana, hoewel hij er geen voorstander van is om de verkoop ervan legaal te maken. Ik heb het niet over Amsterdam, merkte hij op, we moeten een deel van de ruimte uit de gevangenissen vrijmaken, zodat we de slechteriken erin kunnen stoppen, zoals de pedofielen en de politici.

### Verdere politieke activiteiten
Op 9 augustus 2007 meldde de Austin American-Statesman dat Friedman in 2010 nog een kandidaatstelling voor gouverneur van Texas overwoog. In een interview van 23 augustus 2007 met de Fort Worth Star-Telegram en een interview van 10 februari 2009 met de Associated Press, verklaarde Friedman dat als hij in 2010 zou meedoen, hij als democraat zou optreden.
Op 14 april 2009 kondigde Friedman in een e-mail aan supporters aan dat hij van plan was een tweede regeringsronde te maken, dit keer als democraat. Friedman kondigde vervolgens op 14 december 2009 aan dat hij de gouverneursrace zou verlaten en in plaats daarvan de partijnominatie in maart 2010 zou zoeken voor Texas Agriculture Commissioner. Hij verloor de nominatie aan rancher Hank Gilbert in de primaire gehouden op 2 maart 2010. Gilbert werd op zijn beurt voor de tweede keer verslagen door de zittende Republikein Todd Staples van Palestina, die het kantoor in januari 2015 verliet, na zijn nederlaag voor de Republikeinse nominatie voor luitenant-gouverneur in de voorverkiezing van 4 maart 2014.
In 2014 deed Friedman opnieuw een poging op de functie staatslandbouwcommissaris. Hij eindigde als sterke tweede in de Democratische voorverkiezingen en dwong een tweede verkiezing af met de beste stemmenvanger van zijn partij, de politiek onbekende Jimmy Ray 'Jim' Hogan (geboren ca. 1950), een boer en weduwnaar uit Cleburne in Johnson County, ten zuidwesten van Fort Worth, wiens campagne voornamelijk werd gevoerd vanaf de openbare computers in de bibliotheek van zijn geboorteplaats. Friedman topte op 184.992 (37,7 procent) achter Hogans 190.205 (38,8 procent), maar voor rancher en voormalig opvoeder Hugh Asa Fitzsimons III (geboren 1954) uit San Antonio, die een kritische 114.953 ontving stemmen (23,5 procent).

## Ander werk en referenties in de populaire cultuur
Friedman verscheen in de documentaire film Barbecue: A Texas Love Story uit 2004 door de in Austin woonachtige regisseur Chris Elley. Ruwe beelden van Friedmans interview verschijnen in de dvd-publicatie van de film uit 2005. Hij verscheen ook in andere films, waaronder Loose Shoes en The Texas Chainsaw Massacre 2.
Friedmans persona als politiek incorrecte verteller werd vergeleken met die van filmcriticus en commentator John Irving Bloom, beter bekend als Joe Bob Briggs, met wie hij verscheen in de B-film The Texas Chainsaw Massacre 2.
Friedman rookt het liefst Montecristo No. 2 sigaren, hetzelfde merk dat ooit door Fidel Castro werd gerookt. Hij rookt echter ook Bolivars en merkt op dat Simón Bolívar de enige persoon in de geschiedenis is die verbannen is uit een land dat naar hem is vernoemd. Friedman maakt nu gelijknamige sigaren onder de naam Kinky Friedman Cigars.
Friedman is bevriend met Bill Clinton en George W. Bush en hij heeft beide bezocht in het Witte Huis. Hij schreef over zijn vriendschappen met hen in zijn column Hail to the Kinkster van november 2001 voor de Texas Monthly.
Het toneelstuk Becoming Kinky: The World According to  Kinky Friedman, geregisseerd door Ted Swindley (Always...Patsy Cline), met in de hoofdrollen Jesse Dayton, Little Jewford, Alan Lee en Andross Bautsch, ging in première in Houston op 28 maart 2011.
Friedman presenteerde de live concertmuziek tv-show Texas Roadhouse Live rond 2011, die zou worden uitgezonden op over-the-air netwerktelevisie laat in de nacht (of middernacht zondagochtend) in sommige markten in Texas.
Op het album Out of All This Blue uit 2017 componeerde Mike Scott van The Waterboys het nummer Kinky's History Lesson, waarin de zanger probeert Friedman te corrigeren op een aantal valse verklaringen die hij zou hebben afgelegd.

## Privéleven
Momenteel woont Kinky Friedman op de Echo Hill-ranch, het zomerkamp van zijn familie bij Kerrville in de nabijheid van Medina en in Greenwich Village in Manhattan. Bovendien stichtte hij de Utopia Animal Rescue Ranch, die zich ontfermde over zwervende, mishandelde en oude dieren. Meer dan 1.000 honden zijn gered van euthanasie.
Friedman overleed op 27 juni 2024 op 79-jarige leeftijd aan een complicaties als gevolg van de ziekte van Parkinson.
- Bibsys: 90773010
- Bibliothèque nationale de France: cb12108944n (data)
- CiNii: DA08017244
- Gemeinsame Normdatei: 115622578
- International Standard Name Identifier: 0000 0003 6859 1882
- Library of Congress Control Number: n85346365
- MusicBrainz: 8d22894d-5105-44d4-923d-0c2f3f515da6
- Bibliotheek van het Japanse parlement: 00754905
- Nationale Bibliotheek van Tsjechië: xx0096511
- Nationale bibliotheek van Australië: 35855943
- Nationale Bibliotheek van Israël: 987007261338905171
- Nationale Bibliotheek van Polen: a0000001269230
- Nederlandse Thesaurus van Auteursnamen: 073274879
- Réseau des bibliothèques de Suisse occidentale: 02-A028532146
- LIBRIS: 226757
- SNAC: w62z25qb
- Système universitaire de documentation: 029467853
- Trove: 1117739
- Virtual International Authority File: 68959626
- WorldCat: E39PBJB8vqyvD6fWgkgV8Myjmd